# Storia dell'indipendenza della Bolivia
La storia dell'indipendenza della Bolivia comprende il periodo nel quale dai malumori della popolazione creola si passò alle rivolte, alla proclamazione di stati indipendenti nell'Alto Perù e alla proclamazione d'indipendenza della Repubblica di Bolívar (dal nome del suo fondatore Simón Bolívar), che divenne poi Bolivia.

## Malcontenti tra i creoli
Nel tardo XVIII secolo crebbe il malcontento tra i creoli (criollos), persone di discendenza spagnola, ma nati nel nuovo mondo. Questi assunsero un ruolo attivo nell'economia, specialmente nel settore minerario ed agricolo, risentendo delle barriere stabilite dalle politiche mercantili della corona. Inoltre i creoli erano irritati dal fatto che la Spagna riservava tutti i posti amministrativi di livello medio-alto agli spagnoli (nati in Spagna). Anche le profonde modificazioni culturali provenienti dall'Europa quali l'illuminismo e la rivoluzione francese contribuirono a enfatizzare e ad ampliare il malcontento dei creoli.
L'inquisizione non riuscì a tenere fuori dall'America Latina scrittori come Niccolò Machiavelli, Benjamin Franklin, Thomas Paine, Jean-Jacques Rousseau, John Locke. Le loro idee erano spesso discusse dai creoli, in particolari coloro i quali provenivano dall'università di Chuquisaca. Inizialmente i creoli dell'Alto Perù erano influenzati dalla rivoluzione francese, ma la respinsero in quanto troppo violenta. Sebbene l'Alto Perù fosse fondamentalmente leale alla Corona di Spagna, le idee illuministiche e indipendentistiche continuarono a essere discusse da gruppi di radicali.
Dal momento che le autorità reali si indebitarono durante il periodo delle guerre napoleoniche, crebbe il sentimento contro il governo coloniale. La Francia di Napoleone invase la penisola iberica nel 1807-08. Il rovesciamento dei Borboni e il collocamento di Napoleone II di Francia al trono mise alla prova la lealtà dell'élite dell'Alto Perù, che affrontò improvvisamente molte autorità conflittuali. Molti rimasero leali agli Spagnoli e, rimanendo in attesa degli eventi, supportarono la Giunta Centrale (Junta Central) in Spagna, un governo nel nome dell'abdicato Ferdinando VII. Alcuni liberali aspettarono impazienti le riforme dei governanti coloniali promesse da Napoleone II di Francia. Altri supportarono le richieste di Carlota, la sorella di Ferdinando, che governò il Brasile con suo marito, Giovanni VI del Portogallo. Infine, un certo numero di creoli radicali volevano l'indipendenza dell'Alto Perù.

## Lotta per l'indipendenza
Questi conflitti sfociarono in una lotta di potere locale nell'Alto Perù tra il 1808 e il 1810 e costituirono l'inizio del cammino verso l'indipendenza. Nel 1808 il Presidente dell'Audencia (la massima corte di giustizia), Ramón García León de Pizarro, domandò l'affiliazione con la Giunta Centrale. Tuttavia i giudici conservatori dell'Audiencia furono condizionati dalla loro filosofia di sudditanza alla corona e non riconobbero l'autorità della Giunta in quanto prodotto di ribellione popolare. Il 25 maggio 1809 le tensioni crebbero quando i creoli più radicali si rifiutarono anch'essi di riconoscere la Giunta in quanto volevano l'indipendenza. Questa rivolta, una delle prime indipendentiste dell'America Latina, fu prontamente soffocata dall'autorità centrale.
Il 16 luglio 1809, Pedro Domingo Murillo portò ad una seconda rivolta di creoli e meticci (mestizios), coloro che avevano origini sia indios che europee. Questa rivolta ebbe inizio a La Paz e portò alla proclamazione di uno stato indipendente nell'Alto Perù, nel nome di Ferdinando VII. La fedeltà di quest'ultimo era un pretesto per legittimare il movimento indipendentista. Nel novembre 1809, anche Cochabamba, Oruro e Potosí proclamarono uno stato indipendente nell'Alto Perù e si unirono a Murillo. Seguirono altri 16 anni di lotte prima dell'istituzione della repubblica.
Sebbene la rivolta fosse stata soffocata dalle armate reali mandate a La Paz dal Viceré del Perù e a Chuquisaca (l'attuale Sucre) dal Viceré di Río de La Plata, l'Alto Perù non fu più controllato completamente dalla Spagna.
Durante i successivi sette anni, l'Alto Perù, divenne campo di battaglia per le forze dell'indipendente Repubblica Argentina e le truppe spagnole dal Perù. Anche se le armate reali respinsero quattro invasioni argentine, la guerriglia controllava molte zone agricole dove formarono le sei maggiori republiquetas (o zone d'insurrezione). In queste aree, il patriottismo locale si poté sviluppare in una vera e propria lotta per l'indipendenza
Dal 1817 l'Alto Perù fu relativamente tranquillo sotto il controllo di Lima. Dopo il 1820 il Partito Conservatore dei creoli supportati dal Generale Pedro Antonio de Olañeta, un nativo Charcas, rifiutò le misure della Corte Spagnola per conciliare le colonie dopo la rivoluzione del Partito Liberale in Spagna. Olañeta, convinto che quelle misure minacciavano l'autorità reale, rifiutò di unirsi alle Forze Reali e alle forze ribelli sotto il comando di Simón Bolívar e Antonio José de Sucre Alcalá. Olañeta non rinunciò al suo comando anche dopo che l'Esercito Reale del Perù lo incluse nei trattati di pace che seguirono la loro sconfitta nella battaglia di Ayacucho nel 1824, la battaglia finale delle guerre d'indipendenza dell'America Latina. Continuò la sua donchisciottesca guerra finché le forze di Sucre sconfissero le sue. Fu ucciso dai propri uomini il 1º aprile 1825, in una battaglia che sancì la fine effettiva del governo spagnolo nell'Alto Perù.
La Bolivia divenne una repubblica autonoma il 6 agosto 1825, 16 anni dopo la proclamazione dell'indipendenza di Murillo, e prese il nome dal suo fondatore, Simón Bolívar. La Costituzione venne introdotta il 28 ottobre 1880.